# Vie au grand air de Saint-Maur
Il Vie au grand air de Saint-Maur Football Féminin, abbreviato in VGA Saint-Maur, è una squadra di calcio femminile francese, sezione dell'omonima società polisportiva con sede a Saint-Maur-des-Fossés, nella regione del Île-de-France. Milita in Régional 1, quarto livello del campionato francese femminile di calcio.
Le Saint-Mauriennes sono state una delle sedici squadre che hanno fondato il campionato francese femminile di calcio nel 1974. Nonostante un inizio difficile e un rapido passaggio nelle divisioni regionali, all'inizio degli anni ottanta si sono messe in luce aumentando via via la loro competitività riuscendo a vincere sei campionati di Division 1 Féminine, dei quali quattro di seguito. Tuttavia, il club ha subito un lento declino durante gli anni novanta, abbandonando la massima serie nel 1998. Negli anni duemila il club si è alternato tra la Division 2 e la Division 3, fino alla retrocessione nella Division d'Honneur d'Île-de-France nel 2010. La prima squadra del club, allenata da Yanis Lamraoui, nella stagione 2024-2025 disputa la Régional 1, quarto livello del campionato francese di categoria, e gioca le sue partite casalinghe allo Stadio Adolphe Chéron.

## Palmarès
- Campionato francese: 6

1982-1983, 1984-1985, 1985-1986, 1986-1987, 1987-1988, 1989-1990.
- Campionato francese di seconda divisione: 1

2014-2015